# Glicirizin
Glicirizin je glikozid gliciretinske kisline, triterpenski saponinski glikozid, ki se v obliki Ca2+ ali K+ soli glicirizinske kisline nahaja v koreninah rastline golostebelni sladki koren (Glycyrrhiza glabra). 
Je 30 do 50-krat slajši kot saharoza. Po hidrolizi izgubi sladek okus. Kljub temu, da je sladek, ima drugačen okus kot namizni sladkor. Poleg sladkega okusa ima glicirizin še številne druge dokazane farmakološke učinke. V ZDA ima kot aroma status snovi, splošno prepoznane za varno (a ne tudi kot sladilo), in se uporablja v nekaterih slaščicah, zdravilih in tobačnih izdelkih. V EU velja priporočilo, da ljudje naj ne bi zaužili več kot 100 mg glicirizinske kisline na dan. Glicirizin pa velja kot splošno uporabljano sladilo na Japonskem, vendar je tudi japonska vlada zaradi ostalih farmakoloških učinkov glicirizina  priporočila, naj ljudje omejijo dnevni vnos na 200 mg. Najpogostejši stranski učinki uporabe glicirizina sta hipertenzija in edem. Ima pa glicirizin poleg sladkega okusa še številne pozitivne učinke. Deluje protivirusno, imunostimulativno, antihepatotoksično in protivnetno in se zato uporablja tudi številne medicinske namene.